# Zazdrość (Stawiguda)
Zazdrość (deutsch Zasdrosz, 1935 bis 1945 Neidhof) ist ein Ort in der polnischen Woiwodschaft Ermland-Masuren. Er gehört zur Gmina Stawiguda (Landgemeinde Stabigotten) im Powiat Olsztyński (Kreis Allenstein).

## Geographische Lage
Zazdrość liegt am östlichen Ufer des Kellaren-Sees (polnisch Jezioro Kielarskie) im Westen der Woiwodschaft Ermland-Masuren, zehn Kilometer südöstlich der Kreist- und Woiwodschaftshauptstadt Olsztyn (deutsch Allenstein).

## Geschichte
Zaczdroce, nach 1820 Zasdrosz, nach 1895 Zasdroß und nach 1912 Zasdrosz genannt, bestand in seinem Kern aus einem zum Staatsforst Ramuck gehörenden Försterei und einem Wirtshaus. Am 17. Oktober 1785 wurde der Ort „Königliches Bauerndorf im Amt Allenstein, Kreis Heilsberg“ genannt, und ab 1878 wurde der Gutsbezirk Zasdrosz, Forst, im Amtsbezirk Kellaren (polnisch Kielary) im ostpreußischen Kreis Allenstein erwähnt.
Am 17. Oktober 1928 kam Zasdrosz zur Landgemeinde Reußen (polnisch Ruś) und erhielt am 3. September 1935 die Umbenennung in „Neidhof“.
Mit der in Kriegsfolge 1945 erfolgten Überstellung das gesamte südlichen Ostpreußen an Polen erhielt Neidhof die polnische Namensform „Zazdrość“. Heute ist es eine Osada leśna (= „Waldsiedlung“) innerhalb der Landgemeinde Stawiguda (Stabigotten) im Powiat Olsztyński (Kreis Allenstein), zwischen 1975 und 1998 der Woiwodschaft Olsztyn, seither der Woiwodschaft Ermland-Masuren zugehörig.

## Kirche
Bis 1945 war Zasdrosz resp. Neidhof in die römisch-katholische Kirche (Groß) Bertung (polnisch Bartąg) im Bistum Ermland, außerdem in die evangelische Kirche Allenstein (polnisch Olsztyn) in der Kirchenprovinz Ostpreußen der  Kirche der Altpreußischen Union eingepfarrt.
Heute gehört Zazdrość auch zur römisch-katholischen Kirche in Bartąg, jetzt allerdings dem Erzbistum Ermland zugehörig, und ebenfalls zur nun Christus-Erlöser-Kirche genannten Kirche in Olsztyn, die jetzt der Diözese Masuren der Evangelisch-Augsburgischen Kirche in Polen zugeordnet ist.

## Verkehr
Zazdrość liegt an der Woiwodschaftsstraße 598, die von Olsztyn nach Zgniłocha (Gimmendorf) führt und die beiden polnischen Landesstraßen 51 und 58 miteinander verbindet, wobei sie nördlich von Zazdrość noch die auf einer Trasse als Umfahrung von Olsztyn gemeinsam verlaufenden Schnellstraßen S 16 und S 51 kreuzt.
Eine Anbindung an den Bahnverkehr besteht nicht.